# Czarnowo (stacja kolejowa)
Czarnowo – dawna stacja kolejowa w Czarnowie, w gminie Zławieś Wielka, w powiecie toruńskim, w województwie kujawsko-pomorskim, w Polsce. Została otwarta w dniu 28 lutego 1910 roku razem z linią z Torunia Północnego. W dniu 1 kwietnia 1966 roku linia ta została zamknięta dla ruchu pasażerskiego i towarowego.